# Hallucinations (Angels & Airwaves)
Hallucinations è il primo singolo estratto dall'album Love degli Angels & Airwaves.
Il 22 dicembre 2009 sul sito ufficiale della band viene confermata la data di uscita del brano, fissata per il 24 dicembre. Una preview del brano è stata pubblicata in esclusiva da Fuel TV il 17 dicembre 2009, dando ai fans di tutto il mondo un primo assaggio della canzone.
Tom DeLonge ha affermato che Mark Hoppus, che condivide il palco con Tom nei blink-182, ha fatto un remix della canzone, e potrà essere scaricato dal sito della band affettuando una donazione.
Il remix sarà inoltre la canzone di punta di una nuova applicazione per iPhone ed iPod touch, TuneRunner, disponibile già alla fine di febbraio 2010.
La canzone è stata suonata per la prima volta davanti ad un pubblico il 22 marzo 2010 durante una puntata del Jimmy Kimmel Show.

## Video musicale
Le riprese del videoclip sono state girate a febbraio 2010, ed il video è stato pubblicato sul sito ufficiale della band il 27 dello stesso mese.
Il video è stato diretto da Mark Eaton e da William Eubank, entrambi stretti amici con la band. Il primo diresse Start The Machine, documentario della band del 2008, mentre il secondo è il regista di LOVE, il film uscito nel 2011 che ha come soundtrack l'omonimo album della band.
Il video è diviso in 2 parti: una in cui la band è per strada, sulla linea di un aeroporto, mentre l'altra è in una stanza con laser e luci blu a suonare la canzone.